# 南部牛
南部牛（なんぶうし）は、南部地方で飼育されていた日本在来の絶滅したウシの品種である。

## 歴史
南部藩が内陸と沿岸を結ぶ塩の道の物資輸送などのために飼育されていた在来種。
起源としては田名部領主である蠣崎蔵人が韃靼や露西亜から輸入した説や南部氏が露国から輸入したなどの説がある。
明治に入ると品種改良のために輸入されたショートホーンなどと交配されて日本短角種となった。